# Dioscorea monandra
Dioscorea monandra är en enhjärtbladig växtart som beskrevs av Lucien Leon Hauman. Dioscorea monandra ingår i släktet Dioscorea och familjen Dioscoreaceae. Inga underarter finns listade i Catalogue of Life.